# Codringtons staalvink
De Codringtons staalvink (Vidua codringtoni) is een vogel uit de familie van de Viduidae. Neave noemde de vogel naar Robert Codrington, 'Administrator' in Rhodesië.

## Verspreiding en leefgebied
Deze soort komt voor in het zuidoosten van Afrika, met name in Zambia, zuidwestelijk Tanzania, Malawi en Zimbabwe.